# Нурмурадов, Селим Бердымурадович
Селим Бердымурадович Нурмурадов (туркм. Selim Berdimyradowiç Nurmuradow; род. 22 марта 1996, Ашхабад) — туркменский футболист, нападающий клуба «Алтын Асыр» и сборной Туркменистана.

## Карьера
Родился в футбольной семье, отец Бердымурад Нурмурадов — туркменский футболист.
Воспитанник футбольной школы казанского «Рубина», с 2013 по 2014 год был игроком молодёжной команды «Рубин».
В 2014 году вернулся в Туркменистан, став игроком ашхабадского «Алтын Асыра», первый гол за новый клуб в рамках чемпионата Туркменистана забил 16 августа 2014 года, в игре против «Дашогуза». 10 февраля 2015 в игре против «Ас-Сакра» дебютировал в Кубке АФК.
В январе 2020 года Нурмурадов подписал однолетний контракт с ташкентским «Бунёдкором». За сезон нападающий отыграл в чемпионате Узбекистана 17 матчей, забив 2 мяча.
12 мая 2021 года перешёл в ливанский «Аль-Ахед». 21 мая 2021 года дебютировал в матче группового этапа Кубка АФК против «Аль-Вахды» (0:0).

## Сборная
В январе 2015 года был впервые вызван в молодёжную сборную Туркменистана для участия в Кубке содружества 2015, на турнире отметился 2 голами в матче с Эстонией.

## Достижения
- «Алтын Асыр»
  - Чемпион Туркменистана: 2014, 2015
  - Обладатель Суперкубка Туркменистана: 2015